# ТЕС Шарм-еш-Шейх
ТЕС Шарм-еш-Шейх — теплова електростанція на північному сході Єгипту, розташована у південній частині курортного міста Шарм-еш-Шейх.
В 1975-му, ще до укладення остаточного мирного договору між Єгиптом та Ізраїлем, було досягнуто домовленостей про відновлення господарського використання Синайського півострова єгипетською стороною. В тому ж році на електростанції Шарм-еш-Шейх з'явилась перша газова турбіна. Зі зростанням енергоспоживання у цьому курортному регіоні ТЕС підсилювали, так що в підсумку до 1997-го (за іншими даними — 2003-го) на ній працювало дві турбіни Alstom типу PG5331P потужністю по 23,7 МВт (до середини 2010-х залишилась лише одна) та чотири General Electric типу MS5000.
У 2016 році ТЕС значно підсилили за рахунок шести газових турбін виробництва компанії General Electric потужністю по 48 МВт.
На відміну від більшості теплових електростанцій Єгипту, ТЕС Шарм-еш-Шейх була розрахована на використання нафтопродуктів. Втім, у другій половині 2000-х до регіону по трубопроводу Таба – Шарм-еш-Шейх подали природний газ.